# Avrai/5. (Una casa nuova)/Avrai (versione strumentale)
Avrai/5. (Una casa nuova)/Avrai (versione strumentale) è un singolo del cantautore italiano Claudio Baglioni, pubblicato il 9 giugno 1982.

## Descrizione
Avrai è stato scritto dal cantautore per il figlio Giovanni, nato il 19 maggio dello stesso anno. Prodotto da Geoff Westley, è stato registrato in soli due giorni a Londra. Il singolo contiene il brano inedito 5 (Una casa nuova) e una versione strumentale di Avrai.
Il disco è stato anche stampato promozionalmente sotto forma di maxi singolo, mentre nel 2011 è stato riproposto in versione digitale nel terzo disco della riedizione di Strada facendo uscita per il suo trentennale.

## Tracce
Testi e musiche di Claudio Baglioni. Edizioni April Music e Cosa.
Lato A
1. Avrai

Lato B
1. 5. (Una casa nuova)
2. Avrai (Strumentale)